# Georgina Evers-Swindell
Georgina Earl panieńskie nazwisko Evers-Swindell (ur. 10 października 1978 w Hastings) – nowozelandzka wioślarka, dwukrotna złota medalistka olimpijska.
Pływała w jednej osadzie (dwójka podwójna) ze swoją siostrą bliźniaczką Caroline. Wspólnie wielokrotnie stawały na podium mistrzostw świata (tytuły mistrzowskie w 2002, 2003 i 2005) oraz zawodów Pucharu Świata. W Atenach w 2004 wywalczyły złoto olimpijskie, cztery lata później obroniły tytuł.
Jej mąż Sam także był wioślarzem.

## Osiągnięcia
- Igrzyska Olimpijskie – Pekin 2008 – dwójka podwójna – 1. miejsce[2].